# Amtsgericht Ribnitz-Damgarten

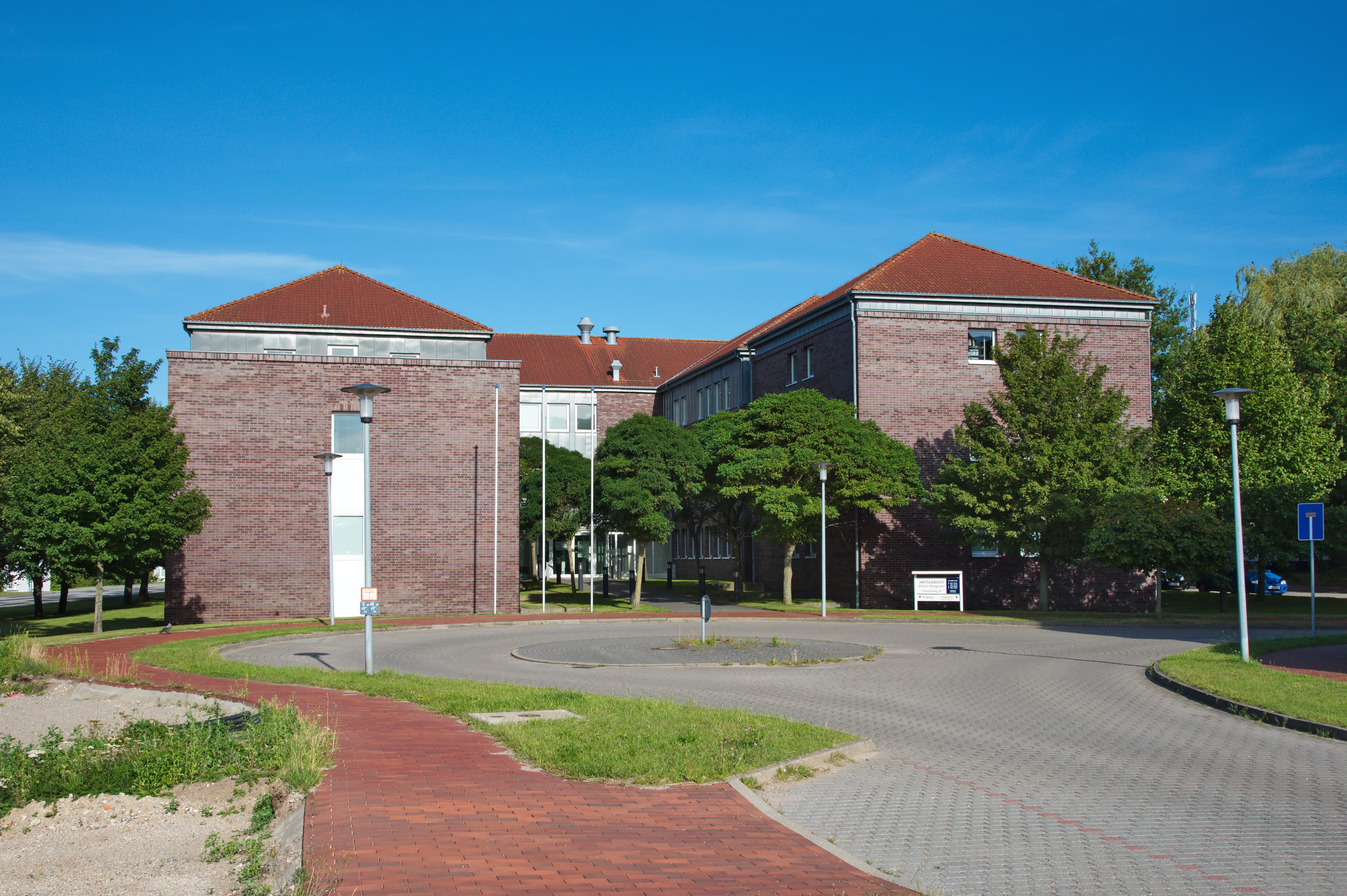
Gebäude des ehemaligen Amtsgerichts Ribnitz-Damgarten

Das Amtsgericht Ribnitz-Damgarten war ein Gericht der ordentlichen Gerichtsbarkeit des Landes Mecklenburg-Vorpommern im Bezirk des Landgerichts Stralsund. Das Gericht wurde aufgrund der Gerichtsstrukturreform am 27. Februar 2017 aufgelöst.

## Gerichtssitz und -bezirk

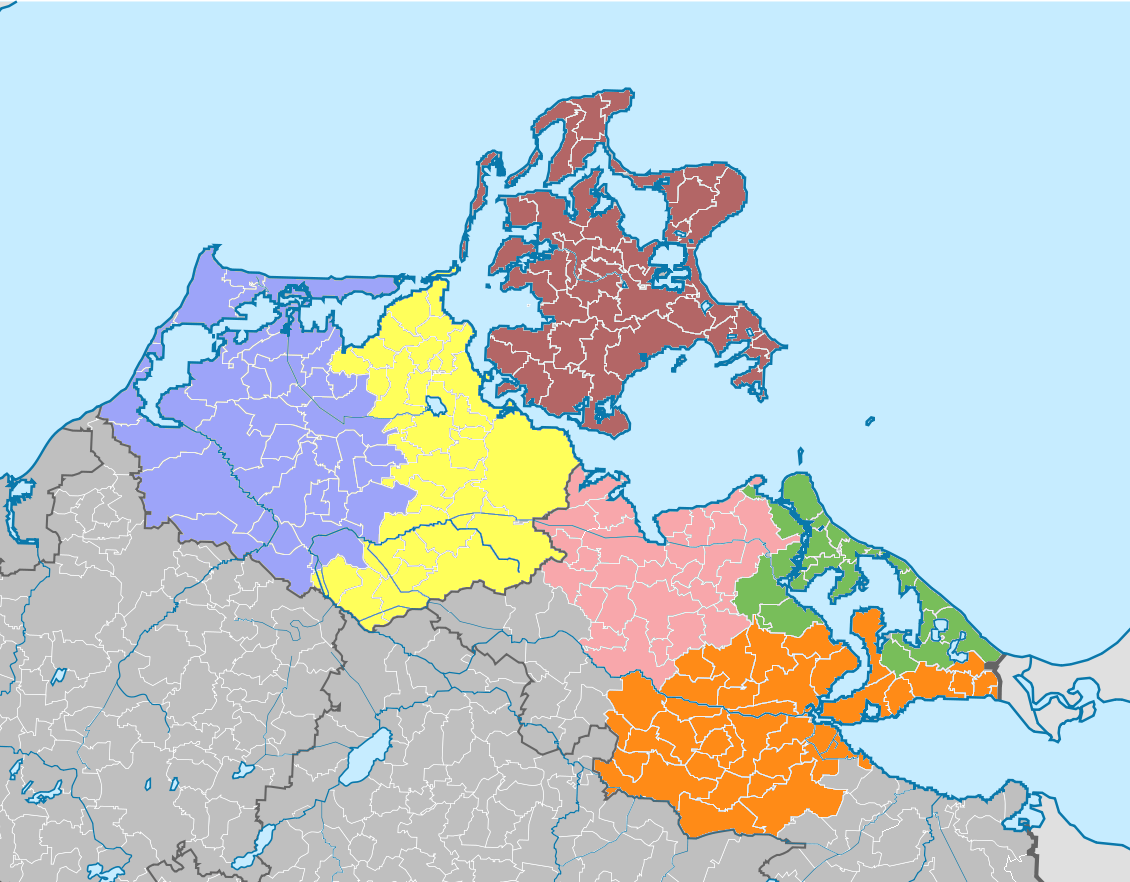
Gerichtsbezirke der dem LG Stralsund nachgeordneten Amtsgerichte bis zum 5. Oktober 2014
AG Ribnitz-Damgarten
AG Stralsund
AG Bergen auf Rügen
AG Greifswald
AG Anklam
AG Wolgast

Das Gericht hatte seinen Sitz in der Stadt Ribnitz-Damgarten.
Der Gerichtsbezirk umfasste das Gebiet der folgenden Städte und Gemeinden.
| - Ahrenshagen-Daskow, - Ahrenshoop, - Bad Sülze, - Barth, - Born auf dem Darß, - Dettmannsdorf, - Dierhagen, | - Divitz-Spoldershagen, - Drechow, - Eixen, - Franzburg, - Fuhlendorf, - Gremersdorf-Buchholz, - Hugoldsdorf, | - Karnin, - Kenz-Küstrow, - Lindholz, - Löbnitz, - Lüdershagen, - Marlow, - Milienhagen-Oebelitz, | - Prerow, - Pruchten, - Ribnitz-Damgarten, - Richtenberg, - Saal, - Schlemmin, - Semlow, | - Tribsees, - Trinwillershagen, - Velgast, - Weitenhagen, - Wieck auf dem Darß, - Wustrow und - Zingst |

Im etwa 1240 km2 großen Gerichtsbezirk lebten im Jahr 2014 ungefähr 61.000 Einwohner.
Bei der Aufhebung des Gerichtes wurden sämtliche Städte und Gemeinden in den Bezirk des Amtsgerichtes Stralsund eingegliedert. Die Schließung dieses Gerichtes stellt den Abschluss der Gerichtsstrukturreform von 2013 dar.

## Gebäude
Das Gericht war unter der Anschrift Scheunenweg 10 in Ribnitz-Damgarten untergebracht.

## Übergeordnete Gerichte
Dem Amtsgericht Ribnitz-Damgarten war zunächst das Landgericht Rostock übergeordnet. 1994 wechselte die Zuständigkeit zum Landgericht Stralsund. Zuständiges Oberlandesgericht war das Oberlandesgericht Rostock.